# Ларрі Ян Леопольдович
Ян Леопольдович Ларрі (латис. Jānis Larri, рос. Ян Леопольдович Ларри) (2 (15) лютого 1900, Рига чи Підмосков'я, Російська імперія — 18 березня 1977, Ленінград, СРСР) — радянський письменник-фантаст і науковець латиського походження. Найбільш відомий його твір — фантастична повість «Незвичайні пригоди Карика і Валі».
З дитинства ріс безпритульним, здобув освіту біолога, фах журналіста. У фантастичних повістях зображував проблеми тогочасного радянського суспільства, за що піддавався критиці. Надсилав Йосипу Сталіну повість-антиутопію, намагаючись зберегти анонімність. Був викритий органами НКВС, репресований та засланий до таборів. Пізніше реабілітований.

## Біографія
Народився у Ризі або, згідно з власною автобіографією, поблизу Москви. Батько й мати рано померли, тому хлопець жебракував і жив безпритульним. Працював у корчмі, учнем годинникаря. Знайшов притулок у родині вчителя Доброхотова, який підготував його до здачі гімназичного курсу екстерном. Утім, під час Першої світової війни Доброхотова мобілізували до армії, і Ян знову став волоцюгою.
У 1917 році Ларрі дістався Петрограда, де намагався поступити до університету, проте невдало. Через друзів батька у 1918 році записався до Червоної армії. Втім, невдовзі захворів на тиф, відстав від свого батальйону та знову залишився безпритульним.
У 1923 році переїхав до Харкова, поступив до біологічного факультету Харківського інституту народної освіти, а також влаштувався на роботу до газети «Молодой ленинец». В цей період написав та 1926 року видав свої перші дві книжки: «Сумні та веселі історії про маленьких людей» (рос. Грустные  и смешные  истории  о маленьких  людях) та «Украдена країна» (українською) у видавництві «Книгоспілка». З 1926 року переїхав до Ленінграда, де працював секретарем журналу «Рабселькор». Пізніше перейшов до газети «Ленинградская правда», де працював до 1928 року. У 1931 закінчив біологічний факультет Ленінградського державного університету.

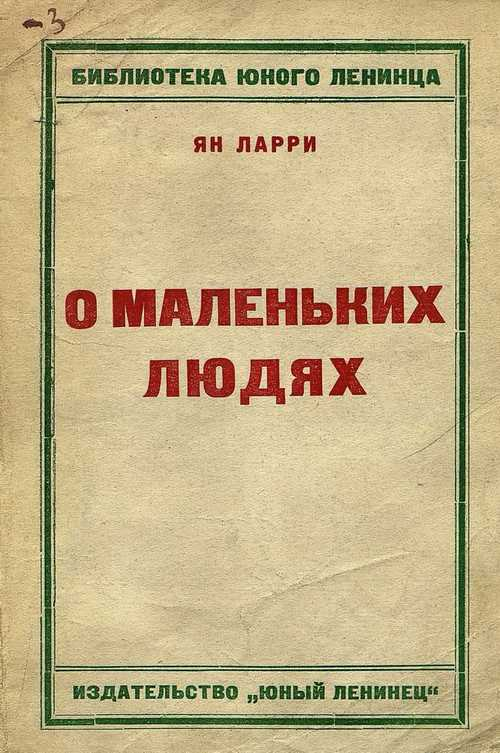
Обгортка книжки «Про маленьких людей», першої книжки, виданої Яном Ларрі у Харкові, 1926 року.

У 1928—1931 роках видав низку книжок: «Вікно у майбутнє» (1929), «П'ять років» (1929, разом з Абрамом Лівшицом), «Як це було» (1930), «Записки конноармійця» (1931), «Країна щасливих» (1931). Радянська критика зустріла останній твір негативно: використовувалися такі епітети як «халтура», «пасквіль», «наклеп на нашу політику, на лінію партії», «агітка класового ворога» тощо. Книжку заборонили та вилучили з обігу. Тоді Ларрі вирішив припинити літературну діяльність. Він поступив до аспірантури Інституту рибного господарства під керівництвом професора Лева Берга.
До Берга звернувся письменник Самуїл Маршак з пропозицією написати науково-фантастичну книжку для дітей на біологічну тему. Берг переадресував запит своєму співробітнику Ларрі. Письменник швидко створив рукопис повісті «Незвичайні пригоди Карика і Валі», але редактори вимагали докорінної переробки, критикуючи задум та окремі розділи. Лише пряме втручання Маршака та його редакторська допомога дозволили книжці вийти у 1937 році.
У грудні 1940 року Ларрі написав анонімного листа Сталіну, до якого приклав першу главу свого роману-антиутопії «Небесний гість». У романі зображувався режим СРСР через 117 років після встановлення влади більшовиків очима марсіанина. Ларрі критикував сучасний йому стан справ: беззаконня, репресії, бідність, обмеження мистецтва. У листі він писав: «Ви ніколи не дізнаєтесь мого імені.» Проте він устиг відіслати всього 7 глав роману — вже у квітні 1941 року НКВС викрило письменника, а 11 квітня він був заарештований. 5 липня суддівська колегія Ленінградського міського суду винесла вирок за статтею 58 кримінального кодексу РСФРР (пункт 10) у 10 років таборів та 5 років спецпоселення.
У 1956 році реабілітований, повернувся до Ленінграда, жив у будинку 112 на проспекті 25 жовтня. Написав ще декілька дитячих книжок: «Записки школярки» (1961), «Дивна подорож Кука й Куккі» (1961), «Хоробрий Тіллі» (1970).
Ян Ларрі був одружений з Прасков'єю Іванівною (1902 — ?), мав сина Оскара (нар. 1928).

## Твори

### Повісті
- 1926 Украдена Країна
- 1930 Як це було (рос. Как это было)
- 1931 Записки конноармійця рос. Записки конноармейца
- 1931 Країна щасливих (рос. Страна счастливых)
- 1937 Незвичайні пригоди Карика і Валі (рос. Необыкновенные приключения Карика и Вали)
- 1940 Небесний гість (рос. Небесный гость) (незавершено)
- 1961 Дивна подорож Кука й Куккі (рос. Удивительное путешествие Кука и Кукки)
- 1961 Записки школярки (рос. Записки школьницы)

### Оповідання
- 1926 Збірка «Сумні та веселі історії про маленьких людей» (рос. Грустные  и смешные  истории  о маленьких  людях)
  - Юрка
  - Радіо-инженер
  - Перший арешт
  - Делегація
  - Політконтролер-Міша
- 1939 Загадка простої води
- 1970 Хоробрий Тіллі

### Нариси
- 1929 Скарбниця мін
- 1929 Вікно у майбутнє
- 1929 П'ять років (співавтор — Абрам Аронович Лівшиць)
- 1941 Сарана

### Сценарій та екранізації
- 1931 Людина за бортом (автор сценарію разом з Павлом Стельмахом)[11]
- 1987 Незвичайні пригоди Карика і Валі (СРСР)
- 2005 Незвичайні пригоди Карика і Валі (мультфільм, Росія)

### Переклади українською
- Ян Ларрі. Украдена Країна: [Повість] / Пер. з рос. Ол. Копиленко; Передмова Олекси Слісаренко. — Х.: Книгоспілка, 1926. — 172 с.
- Ян Ларрі. Незвичайні пригоди Каріка и Валі: Повість / Пер. Галини Тихонівни Ткаченко; Худ. Георгій Павлович Філатов, Ростислав Євгенович Безп'ятов. — К.: Веселка, 1985. — 256 с. 70 коп. 65 000 прим. (п) — підписано до друку 05.07.1985 р.
- Ян Ларрі. Незвичайні пригоди Каріка и Валі: Повість / Пер. Галини Ткаченко; Худ. Т. Нікітіна. — К.: Махаон-Україна, 2010. — 320 с. — (Весела компанія). 3 000 прим. (п) ISBN 978-966-605-660-6
- Ян Ларрі. Незвичайні пригоди Каріка и Валі: Повість / Пер. Галини Ткаченко; Худ. Т. Нікітіна. — К.: Махаон-Україна, 2013. — 320 с. — (Весела компанія). 1 000 прим. (п) ISBN 978-617-526-585-7